# Small Faces-diszkográfia
Az alábbi lista a Small Faces hivatalosan megjelent kislemezeit, középlemezeit és albumait tartalmazza.

## Kislemezek
| A-oldal                   | B-oldal                        | Megjelent | Egyesült Királyság       | Amerikai Egyesült Államok | Németország              | Megjegyzések                |
| ------------------------- | ------------------------------ | --------- | ------------------------ | ------------------------- | ------------------------ | --------------------------- |
| Whatcha Gonna Do About It | What’s a Matter Baby           | 1965      | #14                      | nem került fel a listára  | nem került fel a listára |                             |
| I’ve Got Mine             | It's Too Late                  | 1965      | nem került fel a listára | nem került fel a listára  | nem került fel a listára |                             |
| Sha-La-La-La-Lee          | Grow Your Own                  | 1966      | #3                       | nem került fel a listára  | #15                      |                             |
| Hey Girl                  | Almost Grown                   | 1966      | #10                      | nem került fel a listára  | nem került fel a listára |                             |
| All or Nothing            | Understanding                  | 1966      | #1                       | nem került fel a listára  | #17                      |                             |
| My Mind’s Eye             | I Can’t Dance with You         | 1966      | #4                       | nem került fel a listára  | #24                      |                             |
| I Can’t Make It           | Just Passing                   | 1967      | #26                      | nem került fel a listára  | nem került fel a listára |                             |
| Patterns                  | E too D                        | 1967      | nem került fel a listára | nem került fel a listára  | nem került fel a listára | Engedély nélküli kiadás.    |
| Here Come the Nice        | Talk to You                    | 1967      | #12                      | nem került fel a listára  | #24                      |                             |
| Itchycoo Park             | I’m Only Dreaming              | 1967      | #3                       | #16                       | #17                      |                             |
| Tin Soldier               | I Feel Much Better             | 1967      | #9                       | #73                       | #7                       |                             |
| Lazy Sunday               | Rollin’ Over                   | 1968      | #2                       | nem került fel a listára  | #2                       |                             |
| The Universal             | Donkey Rides, a Penny, a Glass | 1968      | #16                      | nem került fel a listára  | #35                      |                             |
| Afterglow (Of Your Love)  | Wham Bam Thank You Mam         | 1969      | #36                      | nem került fel a listára  | nem került fel a listára |                             |
| Mad John                  | The Journey                    | 1969      | nem került fel a listára | nem került fel a listára  | nem került fel a listára | Csak az USA-ban jelent meg. |
| Itchycoo Park             | I’m Only Dreaming              | 1975      | #9                       | nem került fel a listára  | nem került fel a listára | Újrakiadás.                 |
| Lazy Sunday               | Rollin’ Over                   | 1976      | #36                      | nem került fel a listára  | nem került fel a listára | Újrakiadás.                 |

## Középlemezek
| Cím                | Megjelent | Egyesült Királyság | Megjegyzések             |
| ------------------ | --------- | ------------------ | ------------------------ |
| Small Faces        | 1966      | –                  | Új-zélandi kiadás.       |
| Small Faces        | 1967      | –                  | Franciaországi kiadások. |
| Here Come the Nice | 1967      | –                  | Franciaországi kiadások. |
| Itchycoo Park      | 1967      | –                  | Franciaországi kiadások. |

## Stúdióalbumok
| Cím                            | Megjelent | Egyesült Királyság | Megjegyzések                                      |
| ------------------------------ | --------- | ------------------ | ------------------------------------------------- |
| Small Faces                    | 1966      | #3                 |                                                   |
| Small Faces                    | 1967      | #21                |                                                   |
| There Are but Four Small Faces | 1967      | –                  | A második album eltérő tartalmú amerikai kiadása. |
| Ogdens’ Nut Gone Flake         | 1968      | #1                 |                                                   |
| Playmates                      | 1977      | –                  |                                                   |
| 78 in the Shade                | 1978      | –                  |                                                   |

## Válogatásalbumok
| Cím                                       | Megjelent | Egyesült Királyság | Megjegyzések |
| ----------------------------------------- | --------- | ------------------ | ------------ |
| From the Beginning                        | 1967      | #17                |              |
| The Autumn Stone                          | 1969      | –                  |              |
| The Decca Anthology 1965–1967             | 1996      | –                  |              |
| The Darlings of Wapping Wharf Launderette | 1999      | –                  |              |
| Ultimate Collection                       | 2003      | #24                |              |
| The Immediate Album Collection            | 2005      | –                  |              |

## Koncertalbumok
| Cím          | Megjelent | Egyesült Királyság | Megjegyzések |
| ------------ | --------- | ------------------ | ------------ |
| BBC Sessions | 1999      | –                  |              |
| Nice         | 2000      | –                  |              |

## Külső hivatkozások
- everyHit.com – UK Top 40 Hit Database